# Constanța Dunca-Șchiau
Constanța Dunca-Șchiau (născută Constanța Dunca; n. 16 februarie 1843, Botoșani, România – d. 1923, București, România) a fost o scriitoare română, profesoară, publicistă, fiica cunoscutului avocat moldovean Ștefan Dunca. A semnat și cu pseudonimul Camille d’Alb.
A avut rădăcinile în comuna Șieu, Maramureș. Tatăl său, Ștefan Dunca, originar din Șieu, Maramureș provenea dintr-o familie de nobili români. Este cunoscut faptul că familia sa din Șieu a fost înnobilată de regii maghiari în secolul al XIII-lea. Mama ei, Sofia, se trăgea dintr-o veche familie de boieri moldoveni, rude cu familia Cuza.

## Cariera
A obținut brevetul de capacitate la Sorbona și, ulterior, certificatul de „înalte studii pedagogice” urmate la Collège de France. În unele publicații apare că aceasta și-a terminat specializarea în Viena, în altele la Paris, în 1862. Constanța a colaborat cu publicații franțuzești din toată țara în perioada cât a trăit la Paris. 
A fost una din primele scriitoare feministe din România. Apărătoare ferventă a drepturilor femeilor, editează în perioada 1863-1865 revista feministă Amicul Familiei în care menționa condiția femeii în România și atitudinea conservatoare privind rostul ei în societate. Alexandru Ioan Cuza i-a dat acordul pentru înființarea unei școli pentru fete, premiindu-I memoriul ”Fiicele poporului”. Aceasta a prezentat un proiect de lege în fața domnitorului despre învățământul pentru fete, ce a fost luat în considerare în înfăptuirea legii învățământului public în 1864, ceea ce a dus la apariția primelor școli secundare pentru fete.
Proiectul de lege a fost  publicat în serial în revista Amicul Familiei, anul I, nr. 2-14, 1863. O altă pledoarie a Constanței Dunca a fost adresată Ministrului Cultelor și Instrucțiunii Publice, în favoarea educației fetelor și creșterii contribuției statului la dezvoltarea învățământului pentru fete.
A organizat Școala Centrală de fete din București, unde a fost și profesoară începând cu 1863, unde avea sub tutelă catedra de morală și pedagogie, până în 1872.
Constanța a colaborat cu diverse publicații românești. A făcut parte din cercul Convorbirilor literare. În martie 1863 a înființat publicația ”Amicul familiei”, ce a funcționat până în 1868. Revistă literară și pedagogică, atingea multe aspecte din viața socială, însă nu și politică, deși avea o atitudine inovatoare, și milita pentru egalitatea dintre femei și bărbați. Pe lângă publicarea propriilor opere, Constanța traducea nuvele, încuraja dramaturgia și punerea în scenă a diverselor opere, și colabora cu scriitori contemporani.
Constanța a ținut o serie de conferințe despre femei și educație prin țară, însă și în Viena și Budapesta.
Printre lucrările sale se numără:
- Martira inimei (1870), piesă de teatru – condamna lipsa de răspundere a bărbatului față de copil și tolerarea statului prin legea ce oprea urmărirea paternală
- Motiv de despărțenie sau Ce deputat! (1870) – pe tema puterii femeii asupra bărbatului
- Elena (1862) în franceză, tradus apoi ca și Elena Mănescu în ”Amicul familiei” – roman de dragoste, cu tente de satiră socială
- O familie din București. Iezuiții României (1865) și seria de nuvele Sub vălul Bucureștilor – inspirate din moravurile bucureștene.
- Scria și pentru publicația ”Familia” împreună cu alte scriitoare (precum Maria Bosco-Suciu, Sofia Nădejde ș.a.), despre problemele pe care femeile le întâmpinau.
- Feminismul în România (1904)
- Memorandu prezentatu principelui domnitoriu și adunarei națiunali asupra educațiunii populari a fetelor în România prin Constanția de Dunca (1863)[6]

A  tradus din Malherbe, Ossian, Pușkin, J.B. Rousseau.